# Amyntaio
Amyntaio (in greco Αμύνταιο?; in macedone Суровичево?, Surovičevo) è un comune della Grecia situato nella periferia della Macedonia occidentale (unità periferica di Florina) con 18.357 abitanti secondo i dati del censimento 2001.
A seguito della riforma amministrativa detta Programma Callicrate in vigore dal gennaio 2011 che ha abolito le prefetture e accorpato numerosi comuni, la superficie del comune è ora di 589 km² e la popolazione è passata da 8.378 a 18.357 abitanti.